# Chrysotus palparis
Chrysotus palparis är en tvåvingeart som beskrevs av Becker 1922. Chrysotus palparis ingår i släktet Chrysotus och familjen styltflugor. Inga underarter finns listade i Catalogue of Life.